# Африкян, Манвел
Манве́л Африкя́н (арм. Մանվել Աֆրիկյան; 8 августа 1985, Ереван, Армянская ССР, СССР) — армянский футболист, вратарь.

## Биография
Родившись в Ереване, Африкян пошёл в местную футбольную школу. В 2000 году был образован футбольный клуб «Динамо-2000» и Африкян был принят в молодёжную команду. Спустя год, молодёжная команда «Динамо-2000-2» была включена в список участников Первой лиги сезона 2002. В 17 лет дебютировал в Первой лиге сыграв всего в 7 матчах, и пропустив при этом 5 мячей. В том году Африкян являлся вторым вратарём, заменяя основного Микаэла Налбандяна. Однако, после 16 игр команда снялась с первенства и в оставшихся матчах ей было засчитано поражение. В итоговой таблице «Динамо-2000-2» расположился на последнем месте.
В 2003 году Африкян дебютировал за «Динамо-2000» в Премьер-лиге. Примечательным является тот факт, что опытному Ваану Шмавоняну тренерский штаб предпочёл молодого Африкяна. Результат оказался неудачным — в 24 матчах пропустил 57 мячей. Следующий сезон Африкян проводит лигой ниже. В Первой лиге участниками первенства становятся два фарм-клуба «Динамо-2000»: «Зенит» (Чаренцаван) и «Динамо-ПВ» (Ереван). Африкян был включён в состав «Динамо-ПВ». Наравне с Левоном Мелояном являлся основным вратарём команды. Однако пропускаемость оставляла желать лучшего (22 матча — 52 мяча пропущенных). Сезон 2005 в Первой лиге начала команда «Зенит», но и она после 1 круга снялась с первенства. Африкян был переведён в первую команду. С 2006 года редко выступает за «Улисс», так как являлся дублёров вратарей, которые выступали за «Улисс» в разные годы. В период с 2009 по 2011 года вместе с командой завоевал две бронзовые и одну золотую медали в чемпионате Армении. Руководство клуба делало ставку на основного вратаря, благодаря которому «Улисс» если пропускал, то очень редко. Однако, с завершением чемпионата, в регламенте ФФА произошли изменения. Появился пункт запрещающий командам выступающим в первенстве Армении по футболу иметь в своём составе вратарей легионеров. Пойти ФФА на данный шаг заставило отсутствие полноценной замены основному вратарю сборной Армении — Роману Березовскому. Малков попал в эту категорию, и тем самым должен был покинуть клуб, что в конечном итоге произошло. Претендентами в основной состав команды стали Эдвард Оганесян и Манвел Африкян.
Во время зимнего перерыва в сезоне 2012/13 потерял место в основе «Улисса» и летом 2013 года покинул команду. В сезоне 2013/14 сыграл один матч за «Арарат», после чего завершил профессиональную карьеру.

## Статистика выступлений
Данные на 10 ноября 2012
| Клуб               | Сезон            | Чемпионат | Чемпионат | Кубки | Кубки | Еврокубки | Еврокубки | Всего | Всего |
| Клуб               | Сезон            | Матчи     | Голы      | Матчи | Голы  | Матчи     | Голы      | Матчи | Голы  |
| ------------------ | ---------------- | --------- | --------- | ----- | ----- | --------- | --------- | ----- | ----- |
| Динамо-2000-2      | 2002             | 7         | -5        | -     | -     | -         | -         | 7     | -5    |
| Всего              | Всего            | 7         | −5        | —     | —     | —         | —         | 7     | −5    |
| Динамо-2000        | 2003             | 24        | -57       | ?     | ?     | -         | -         | 24    | -57   |
| Всего              | Всего            | 24        | −57       | ?     | ?     | —         | —         | 24    | −57   |
| Динамо-ПВ          | 2004             | 22        | -52       | -     | -     | -         | -         | 22    | -52   |
| Всего              | Всего            | 22        | −52       | —     | —     | —         | —         | 22    | −52   |
| Динамо-Зенит Улисс | 2005             | ?         | -?        | ?     | -?    | -         | -         | ?     | ?     |
| Динамо-Зенит Улисс | 2006             | 6         | -?        | ?     | -?    | -         | -         | 6     | -?    |
| Динамо-Зенит Улисс | 2007             | 12        | -?        | 4     | -?    | -         | -         | 16    | -?    |
| Всего              | Всего            | 18        | -?        | 4     | -?    | —         | —         | 22    | -?    |
| Шенгавит           | 2008             | 6         | -?        | 2     | -?    | -         | -         | 8     | -?    |
| Шенгавит           | 2010             | 3         | -?        | -     | -     | -         | -         | 3     | -?    |
| Всего              | Всего            | 9         | -?        | 2     | -?    | —         | —         | 11    | -?    |
| Улисс              | 2008             | 4         | -?        | 0     | 0     | -         | -         | 4     | -?    |
| Улисс              | 2009             | 11        | -?        | 1     | -1    | -         | -         | 12    | -1    |
| Улисс              | 2010             | 2         | -3        | 2     | -3    | 0         | 0         | 4     | -6    |
| Улисс              | 2011             | 2         | -4        | 3     | -3    | 0         | 0         | 5     | -7    |
| Улисс              | 2012/13          | 11        | -14       | 0     | 0     | 0         | 0         | 11    | -14   |
| Всего              | Всего            | 30        | −21       | 6     | −7    | 0         | 0         | 36    | −28   |
| Всего за карьеру   | Всего за карьеру | 110       | -135      | 12    | -7    | 0         | 0         | 122   | -142  |

## Достижения
- Чемпион Армении: 2011
- Бронзовый призёр чемпионата Армении: 2009, 2010